# Економи (Индијана)
Економи (енгл. Economy) град је у америчкој савезној држави Индијана.

## Демографија
По попису из 2010. године број становника је 187, што је 13 (-6,5%) становника мање него 2000. године.
| Група             | 2000.       | 2010.       |
| Белци             | 197 (98,5%) | 180 (96,3%) |
| Афроамериканци    | 0 (0,0%)    | 0 (0,0%)    |
| Азијати           | 0 (0,0%)    | 0 (0,0%)    |
| Хиспаноамериканци | 2 (1,0%)    | 4 (2,1%)    |
| Укупно            | 200         | 187         |